# Protojaniroides perbrincki
Protojaniroides perbrincki är en kräftdjursart som först beskrevs av Barnard1955.  Protojaniroides perbrincki ingår i släktet Protojaniroides och familjen Protojaniridae. Inga underarter finns listade i Catalogue of Life.